# Шатёр для хранения священных реликвий
Шатёр для хранения священных реликвий — бронзовая, художественно украшенная сень в Успенском соборе Московского Кремля.

## История
По указанию царя Михаила Фёдоровича в 1624 году староста котельного цеха Дмитрий Сверчков создал бронзовый ажурный шатёр, который поместили в юго-западном углу Успенского собора. Шатёр имеет четырёхскатную крышу из золочёных и посеребрённых медных листов, выложенных в шахматном порядке. Внутри кровлю украшают четыре иконы со Страстями Христовыми. Изначально стенки шатра были украшены цветной слюдой, которая была помещена под ажурную решётку. Когда внутри шатра зажигали свечи, то он становился похожим на церковный фонарь, выносимый на крестных ходах.
Шатёр символизирует кувуклию над Гробом Господним в Иерусалиме. Первоначально в нём хранилась кипарисовая модель Гроба Господня.
В 1625 году в Москву из Грузии шахом Аббасом была прислана риза Господня. Эту реликвию в золотом, украшенном драгоценными камнями, ковчеге поместили в шатёр. В память этого события патриархом Филаретом был установлен ежегодный праздник «Положение честной ризы Господа нашего Иисуса Христа в Москве» (10 (23) июля). В 1627 году для собора была написана икона-пядница «Положение ризы Христовой в Успенском соборе» на которой внутри шатра изображены царь Михаил и патриарх Филарет, возлагающие ковчег с реликвией.
В 1913 году после канонизации патриарха Гермогена его мощи были открыты и переложены в раку, сооружённую иждивением императора Николая II, которую поместили внутри шатра.

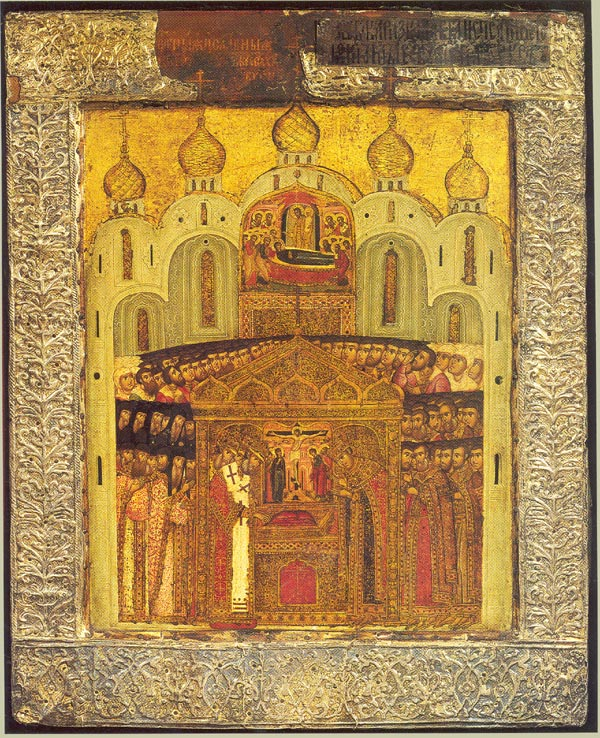
«Положение ризы Христовой в Успенском соборе» (икона, 1627 год)
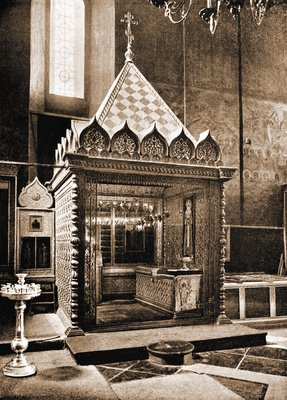
Рака свщмч. Гермогена в Успенском соборе Московского Кремля (фотография, 1913 год)
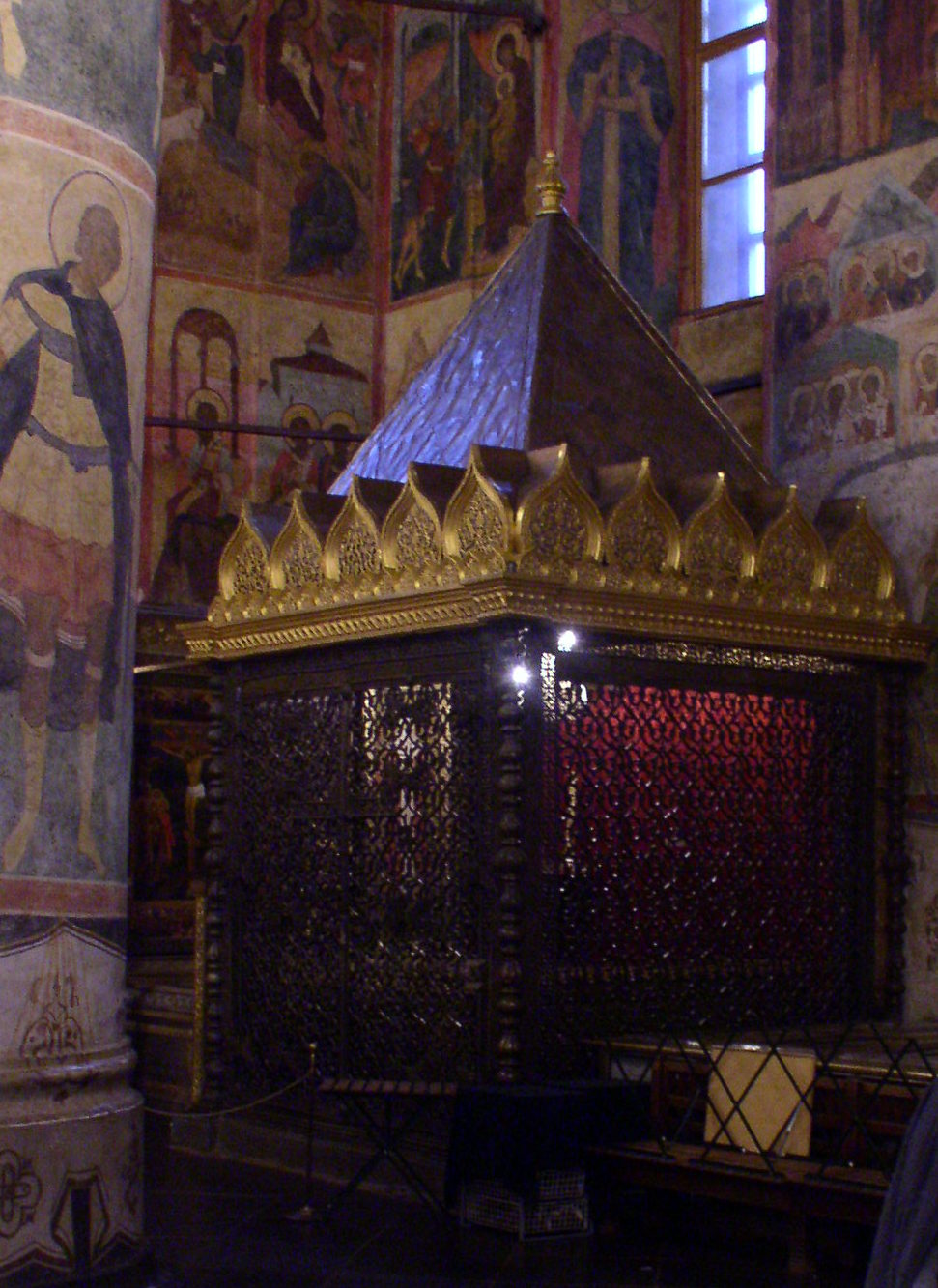
Шатёр для хранения священных реликвий (фотография, 2005 год)